# Озолина, Эльвира Анатольевна
Эльви́ра Анато́льевна О́золина (Озолиня; латыш. Elvīra Ozoliņa; род. 8 октября 1939, Ленинград) — советская метательница копья, олимпийская чемпионка 1960 года (55,98 м — олимпийский рекорд). Заслуженный мастер спорта (1960).

## Биография
Первая спортсменка, метнувшая копьё за 60-метровую отметку. Участница Олимпийских игр 1964 (5-е место — 54,81). Чемпионка Европы 1962 (54,93 м). Победительница Всемирной Универсиады 1959 (49,65). ЧС 1961, 1962, 1964, 1966, 1973. Рекордсменка мира в 1960—1964. Установила 4 мировых рекорда: 57,92, 59,55 (1960), 59,78 (1963), 61,38 м (1964). Награждена орденом Трудового Красного Знамени.
Супруг — олимпийский чемпион 1968 года в Мехико по метанию копья Янис Лусис (1939-2020), участник четырех Олимпийских игр (1964; 1968; 1972; 1976). Сын — латвийский метатель копья Вольдемар Лусис (род. 1974), участник двух Олимпийских игр.

## Награды
- Орден Трудового Красного Знамени (16.09.1960) — за успешные выступления в XVII летних и VIII зимних Олимпийских играх 1960 года, а также за выдающиеся спортивные достижения[3]